# Beuvillers (Meurthe y Mosela)
 Beuvillers  es una comuna   y población de Francia, en la región de Champaña-Ardenas, departamento de Meurthe y Mosela, en el distrito de Briey y cantón de Audun-le-Roman.
Está integrada en la Communauté de communes du Pays Audunois .

## Demografía
| 243 | 275 | 272 | 329 | 282 | 307 |
| Para los censos de 1962 a 1999 la población legal corresponde a la población sin duplicidades (Fuente: INSEE [Consultar]) |     |     |     |     |     |

Forma parte de la aglomeración urbana de Audun-le-Roman.